# Emese
Emese  è un nome proprio di persona ungherese femminile.

## Origine e diffusione

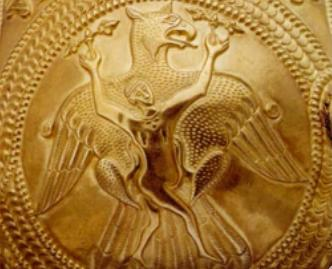
Il Sogno di Emese, decorazione a sbalzo proveniente dal Tesoro di Nagyszentmiklós

Nome derivante forse dall'antico termine ugrofinnico eme, che vuol dire "madre" (in particolare, "madre che allatta"); ha quindi significato analogo al nome di origine greca Maia.
Secondo una tradizione leggendaria relativa alla nascita della dinastia degli Arpadi, prima dinastia regnante sull'Ungheria tra il VII e il XII secolo a.C., questo nome era portato da Emese, figlia del principe Eudobeliano di Dentumogeria: ad essa, sposa di Ügyek principe di Ungheria, sarebbe apparso in sogno il Turul, uccello mitologico proprio della cultura magiara, il quale le avrebbe annunciato la nascita del figlio Álmos fondatore di una grande dinastia. Attualmente è uno dei nomi femminili più diffusi in Ungheria.

## Onomastico
In quanto nome adespota, cioè privo di santa patrona, l'onomastico si festeggia il 1º novembre, giorno di Ognissanti, In Ungheria un onomastico laico è festeggiato il 5 luglio e il 23 gennaio.

## Persone
- Emese Szász, schermitrice ungherese
- Emese Takács, schermitrice ungherese